# Lepus callotis
Lepus callotis là một loài động vật có vú trong họ Leporidae, bộ Thỏ. Loài này được Wagler mô tả năm 1830.